# Liguropia allyriani
Liguropia allyriani är en insektsart som beskrevs av Della Giustina och Blasco-zumeta 2001. Liguropia allyriani ingår i släktet Liguropia och familjen dvärgstritar. Inga underarter finns listade i Catalogue of Life.